# De mil amores
De mil amores, es la segunda telenovela producida y difundida por el canal paraguayo Telefuturo, desde el 16 de marzo hasta el 15 de diciembre de 2009.

## Sinopsis
una mujer llamada Fenia Martínez apodada por nombre alias  miss  amor  es una mujer de 70 año y su cumpleaños es el 
9 de septiembre es una mujer elegante chévere chismosa curiosa  carismática organizada bella  no es una  mujer  seria 
sedentaria extravagante extrovertida ambiciosa optimista autoritaria explosiva indecente  histérica  tacaña  egoísta 
avara  ruin  vengativa grosera que maltrata a la gente y animales  al contrario es una buena alegre activa ella ganó el premio a la mujer más bella de toda Paraguay

## El último capítulo de la telenovela
Norma habla con el doctor sobre su misteriosa enfermedad y le dice que luchará para no morir, al llegar al restaurante, Marcelo descubre que tiene una carta en su mano, Norma le confiesa la verdad y los 2 se juran no contar a nadie, pero llega Diana y pregunta que se juraron, Norma le dice que muy pronto lo sabrá. El querido y carismático Fernando se compromete con Florencia, entregándole el valioso anillo de su abuelita, Florencia acepta, sellando el compromiso con un tierno beso a su guapo nuevo novio. Alejandro y Elva deciden casarse, Lucía y Sebastián también deciden casarse y por último de sorpresa Miguel le pide matrimonio a Rita, la mamá de Carmen y esta acepta, en la iglesia ya está todo listo y preparado, solo faltaba que empiece la ceremonia, Alejandro se apura y dice al padre que comience la ceremonia, la música empieza a sonar, se abre la puerta, pero solamente entra el perro de Ramiro con una carta en el collar, Alejandro se asusta y al leer la carta recuerda todo lo que le pasó a Ramiro y grita: ¡No!.
Pero luego dice que solo es una carta de invitación especial para Hammer el perro, en el camino Elva viene manejando como loca, luego llega y al fin comienza la ceremonia, en la fiesta Ramiro pide matrimonio a Sofía y ella acepta. Y todos quedan felices.

## Muertes
- Natalia: Pedro le tiende una trampa y cuándo ella cruza la calle es chocada violentamente por un auto pero por suerte no muere, en el hospital, Pedro logra burlar a la seguridad y entra a su habitación, Pedro le quita el respirador, Natalia no puede respirar y muere.

- Alicia: El padre de Ramiro, al descubrir que Alicia llevó a Ramiro unos papeles que demostraban su culpabilidad en el negocio de la estafa, toma una pistola y la mata.

## Elenco
- Jazmín Romero es Sofía.
- Dani Da Rosa es Ramiro.
- Alicia Martín es Elba/Abel.
- Nico García es Alejandro.
- Julio Spinzi es Sebastían.
- Andrea Quattrocchi es Lucía.
- Enrique Pavón es Beto.
- Cucho Temístocles es Fernando.
- Maricha Olitte es Carmen.
- Rafael Rojas Doria es Miguel.
- Lory Anderson es Diana.
- Juan Carlos Moreno es Pedro.
- Paola Amaini es Florencia.
- Luis "Piraña" Giménez es Darío.
- Margarita Irún es Rita.
- Jesús Pérez  es Rubén.
- Ana María Imizcoz  es Rosalía.
- Patricia Reyna  es Norma.
- Tania Irun es Cristina.
- Natalia Calcena es Natalia.
- Maia Ayala es Alicia.
- Tamara Djundi  es Coti.
- Joaquín Serrano  es Marcelo.
- Juan Martínez es Ka'í.